# 路易·諾塔里圖書館
路易·諾塔里圖書館（法語：Bibliothèque Louis Notari）是摩納哥的國家圖書館，建立於1909年。 自1925年開始成為摩納哥的法定送存圖書館，藏書量在30至40萬。其名稱則是為了紀念摩洛哥作家路易·諾塔里（1879-1961）。

## 外部連結
- 官方網站 （法文）

43°44′06″N 7°25′15″E / 43.7350°N 7.4207°E